# Machimus keniaensis
Machimus keniaensis är en tvåvingeart som beskrevs av Lindner 1961. Machimus keniaensis ingår i släktet Machimus och familjen rovflugor.
Artens utbredningsområde är Kenya. Inga underarter finns listade i Catalogue of Life.